# 어스웜 짐
《어스웜 짐》(Earthworm Jim)은 미국 기업 샤이니 엔터테인먼트가 제작하고 인터플레이 엔터테인먼트가 배급하였다. 북미쪽에서는 꽤나 메이져급 취급을 받는 고전 명작게임중 하나이다. 출시기종은 슈퍼패미콤, 메가드라이브, 게임보이, 게임기어, DOS, GBA, 모바일, ios, 안드로이드, 닌텐도DSi등으로 출시되었다. 또한 마스터 시스템 버전으로는 브라질의 세가와의 제휴기업 틱토이가 단독으로 출시되었다. 얼마나 후에는 패스워드 기능과 새로운 스테이지, 몇가지 구성들을 갖춘 특성으로 새롭게 제작한 "스폐셜 에디션"을 세가CD(메가CD), PC로 출시되었다.
2010년 9월 XBOX360, 플레이스테이션 3 기종으로 커스텀 스테이지 추가 및 코옵 플레이가 추가된'어스웜짐 HD'로 리메이크되어 출시되었다.

## 줄거리
주인공 '짐'은 평범한 지구 지렁이이다. '짐'은 어느날 까마귀에게 잡혀먹힐 위기에 처하게 된다. 한편 우주에서는 '슬러그여왕(Queen-slug-for-a-butt)'의 명령을 받고 '슈퍼슈트'를 전달하던 '싸이크로우(Psy-crow)'가 '뮤커스(Major mucus)'에게 '슈퍼슈트'를 빼앗기게 되자 추격도중 사고로 '슈퍼슈트'가 지구에 떨어지게된다. 마침 그때는 지렁이 '짐'이 까마귀로부터 살기위해 고군분투 중이었고 마침 하늘에 떨어진 '슈퍼슈트'는 정확히 짐의 머리부분에 떨어지게 되고 짐은 슈퍼슈트의 힘에 의해 눈을뜨게 된다. 이로써 짐은 이 슈트로 인하여 사람처럼 팔과 다리를 자유자재로 쓸수있게 되고 무적인간이 된다. 그리하여 '슈퍼슈트'를 되찾으려 하는 악당들과 맞서 싸워 '이름이 뭐였더라 공주 (Princess What's her name)'를 구하게 된다는 이야기이다. '지구벌레 짐' 게임은 슈팅 게임보다는 런앤건 슈팅 액션 게임에 해당된다.
사실 어스웜짐의 친구였던 피터 퍼피도 사실 평범한 애완견 강아지에 불과했다가 청소기 안에 빨려들어가 what the heck?에 등장하는 여우 보스를 만나 무시무시한 괴물이 되는 물체를 강아지에게 넣는다.
그래서 피터 퍼피는 사람처럼 두 손을 쓰고 말까지 하게 되었지만, 이중적인 성격까지 가지게 된다.

## 총 종류
- 지구 벌레 짐(Earth Worm Jim) : 플라즈마 건, 메가 플라즈마 건, 호밍 미사일 (지구 벌레 짐 스페셜 에디션)
- 어스웜 짐 2 : 플라즈마 건, 일렉트로닉 건, 호밍 미사일, 쓰리 핑거 건, 메가 플라즈마 건, 반 블래스터, 버블건

## 단계

### New Junk City
번역하면 새로운 쓰레기 도시라고도 한다. 말답게 주위가 쓰레기장이고 이번판에는 까마귀와 요상한 개들이 흔히 나온다. 까마귀가 공격하는 이유는 주인공이 지렁이이기 때문이다. 이들을 쓰러뜨리는 무기는 총과 채찍으로 죽이면 된다. 조금 가보면 젖소가 나오고 위에는 냉장고가 매달려 있는데 그냥은 다음으로 넘어갈 수 없기 때문에 채찍으로 냉장고를 때리면 냉장고가 떨어지면서 나뭇가지가 위로 흔들려 젖소를 날려보낸다. 하지만, 이 젖소는 이후에도 단계 엔딩마다 가끔씩 나오고, 이번 게임 진정한 엔딩 때에 주인공의 해피엔딩을 망치게 된다. 
어쨌든 젖소를 날리면 온통 타이어들이 엉켜있는 쓰레기장들이 많다. 타이어는 주인공의 타격을 입히는 물체가 아니기 때문에 걱정할 필요가 없지만, 도중에 아이템이 숨어있기 때문에 미리 아이템이 어디있는지 파악하는 편이 더 좋다. 또한 타이어를 밟고 뛸 땐 쏘지 못할 뿐 아니라 바로 가고자 하는 곳으로 가기가 약간 쉽지 않다. 그리고, 타이어 쪽으로 가기 직전, 젖소를 만났던 아래 조그만한 틈이 있는데 이 쪽으로 가기가 약간 힘들다. 점프 버튼을 연타로 누르면서 틈으로 내려가면 아이템과 주인공의 목숨 한 개를 얻는데 도중에 쇠사슬 쪽으로 매달리는 쪽에 낭떠러지가 있기 때문에 점프 버튼을 잘못 누르지 않도록 한다. 이 쪽으로 떨어지면 한 몫만 잃을 뿐이다. 
다시 되돌아가서 타이어 쓰레기장이 모여있는 오른쪽 구석에는 일반 총이 있고, 가운데 타이어들 구멍 사이에는 플라즈마 총이 있는데 이걸 얻으려면 요령을 알아야 한다. 일단 타이어 맨 위에 바위산이 있는 도르레가 있을 것이다. 이 한 개 도르레를 타고, 저절로 떨어지면 다른 도르레로 갈아타는데 이 길이 바로 플라즈마 총을 얻을 수 있는데 반드시 플라즈마 총 있는 근처로 자연히 지나갈 때에 얼른 점프해서 얻어야 한다. 그렇지 않으면 지나쳐서 얻지 못한다.
그런데 바위산부터 갈림길이 나타난다. 하나는 왼쪽 사슴뿔을 채찍으로 내리쳐서 왼쪽으로 가서 호밍 미사일(1개 먹으면 3발, 2개 먹으면 6발, 3개 먹으면 9발 - 호밍 미사일의 경우는 9발이 최고 총알 개수!)을 얻고 동시에 플라즈마 건까지 얻어 요상한 개 몇 마리를 지나가 변기 포탈(텔레포트)을 타고 까마귀와 요상한 개들이 꽤 많은 장소가 나오는데 약간 지름길이다. 물론 그 전에 만나는 요상한 개 2마리는 무조건 총이나 채찍으로 죽여야 한다.
다른 갈림길은 바위산을 그대로 올라가서 까마귀와 요상한 개가 나오고 일반 총과 생명력 등의 일반 아이템들이 많이 나오고, 오른쪽 아래로 내려가 물건이 자꾸 위에서 떨어지는 장소로 가게 된다. 도중에 플라즈마 총이 2개나 있는데 이 지역 근처에는 까마귀가 좀 있는데 무조건 처리하고, 오르막길을 거쳐 오른쪽으로 내려가기 직전에 쇠사실에 매달려 왼쪽으로 쭉 가다보면 플라즈마 총을 2개 먹을 수 있을 것이다.  
이후에 내려가면 타이어 천지가 또 나타나고 플라즈마 건이 왼쪽 구석에 한 개 있고, 오른쪽 위로 가다보면 아이템이 숨겨있는 구석이 있는데로 가면 플라즈마 건이 2개가 있다. 여기서 까마귀가 등장하는데 반드시 처리하자.
그리고는 쭉 아래로 내려가면 평평한 땅이 나오고 오른쪽으로 가면 까마귀가 또 등장하는데 반드시 처리하면 된다. 그런데 그 자리에서 갑자기 위에서 가끔씩 쓰레기나 이상한 물건들이 하나씩 떨어진다. 그러므로 쓰레기가 떨어지는 건 잘 보면서 주인공이 피해야 하며 쓰레기가 떨어지는 벽을 타고 기어오르면 된다. 그리고 벽을 기어오르다 보면 왼쪽에는 메가 플라즈마 건 2개와 일반 플라즈마 건 1개를 먹을 수 있게 된다. 오른쪽으로 가면 요상한 개와 까마귀가 계속 많이 만나는데 항상 처리하고 단계를 가장 오래할 수 있다. 그러다 오르막길이 나오기도 하고, 내리막길이 나오는데 이 내리막길만 가면 다시 평평한 길이 나온다.
하지만 여기서도 갈림길이 또 주어진다. 하나는 거기서 다른 사슴뿔이 번쩍거리는 왼쪽으로 가는 길이 있고, 하나는 그대로 평평한 오른쪽 길로 가는 곳이다. 

#### 갈림길
- 1번 : 그리고 갈림길이 있는데, 하나는 타이어를 타고 위로 쭉 올라가서 오른쪽 아래로 가는 방향이 있고, 하나는 사슴뿔이 번쩍거리는 곳에 채찍을 휘둘러 왼쪽 오르막길을 거쳐 요상한 개 2마리가 있는 쪽으로 가게 된다. 이런 곳을 가려고 할 경우, 개 2마리는 반드시 꼭 물리치고 변기통이 나온다. 이 변기통은 사실 어디론가 이동할 수 있는 텔레포트인데 Boss 2마리를 좀 빨리 볼 수 있는 지름길로 가게 된다. 이 쪽으로 가면 메가 플라즈마 건 4개가 있는 쪽으로 갈 수 있는데, 바닥에는 가시 천지이기 때문에 조심하게 가는 편이 좋다. 그러나 위로 기어올라갈 수 있는 길이 있고 왼쪽으로도 갈 수 있는 길도 있는데, 위로 가면 1번째 Boss를 만나지 않고 이번 단계의 2번째 Boss를 만나게 된다. 하지만 이는 스페셜 에디션에서만 등장하는 에피소드 게임이고, 일반 게임에서는 위로 올라가지 못하고 왼쪽으로만 가게 되어있다. 왼쪽으로 갈 경우 요상한 개 한 마리를 만나면서 단계를 좀 오래할 수 있고 아울러 1번째 Boss를 반드시 만나게 되어있다.

#### 2번째 갈림길
- 1번 : 사슴뿔이 번쩍거리는 곳에 채찍을 휘둘러 왼쪽으로 내려가면 거의 지하로 가는 수준인데 바닥이 온통 가시천지이므로 무조건 쇠사슬에 매달려야 한다. 그리고 여기서는 요상한 개 2마리 이상을 만나는데 총으로 연사해서 죽이자. 쭉 오른쪽으로 가다보면 마침 맨 초기의 왼쪽 첫번째 갈림길의 텔레포트가 이동했던 장소에 도달한다.

여기서 위로 올라가면 1번째 Boss를 만나는데 반드시 그걸 거쳐야 한다.
- 2번 : 오른쪽 길로 그냥 가면 까마귀와 요상한 개를 엄청나게 많이 만나게 되는데 다굴을 하여도 끈질기게 공격해서 처리해야 한다. 도중 바닥에 가시천지가 나오기도 하기 때문에 쇠사슬에 매달려야 한다. 그리고 도르레가 있는데 그냥은 갈 수가 없고 오른쪽으로 총을 계속 쏘면 밀려서 왼쪽으로 간다. 이런 식으로 가면 오르막길이 나오는데 까마귀가 2마리 정도 나온다. 여기서 주인공이 채찍이나 총으로 처리하면 된다. 그리고 쇠사슬에 매달려서 많은 아이템을 다 먹고 1번째 Boss를 만난다.

1번째 Boss는 몸통이 쓰레기이고, 팔다리는 타이어로 되어있는 몬스터다. 주인공이 건드리지 않으면 괴롭히지 않으나, 이 Boss를 물리치지 않으면 다음 단계로 전혀 넘어갈 수 없다. 그냥 접근하면 Boss가 후려치기 때문에 타격이 크므로, 총이나 채찍으로 무조건 선제공격을 날려야 한다. 그러면 이 Boss는 발로 내려치면서 호른을 위에서 떨어뜨리게 한다. 
주인공은 이 호른을 무조건 피하면서 Boss를 총으로 가급적 쏴야 한다. 계속 공격하면 괴물은 자동차처럼 변하여 입에서 쓰레기를 마구 뱉어 공격을 한다. 쓰레기를 뱉는 공격은 피하면서 총으로 쏴야 하는데 계속 갈구면 Boss가 좌우로 움직인다. 이럴 경우에는 주인공은 한 번도 Boss하고 충돌하면 안되며 점프하여 피하면서 총으로 Boss가 쓰러질 때까지 쏴야 한다. 그렇지 않고 충돌하면 다시 원상태로 되돌아가면서 처음부터 시작해야 하기 때문이다.
그리고 1번째 Boss를 처리할 시 까마귀 두 마리가 나오는데 반드시 죽이고 또다시 변기통 텔레포트를 만난다. 그런데 여기서도 세가와 스페셜 에디션은 서로 다르게 나온다. 세가에서는 주인공이 몸체와 지렁이가 서로 분리되지 않고 간단하게 바위산을 잠시 기어올라갔다가 떨어지면 만나지만, 스페셜 에디션에서는 주인공이 지렁이와 몸이 분리되면서 원래 상태의 지렁이로 게임 진행이 될 것이다. 
그래서 스페셜 에디션에서는 지구벌레 짐 1단계 게임 진행이 계속 지속될 뿐 아니라 지렁이와 몸체가 서로 분리된 상황이고 총도 못 쏘는 상황이라 좀 어려운 상황이다. 원래 지렁이로 되돌아온 주인공은 가파른 내리막길을 계속 만난다. 지렁이 몸체로만 남아있기 때문에 자칫 조금만 낭떠러지에서 아무리 반대방향 버튼을 눌러도 저절로 미끄러져 떨어진다. 게다가 도중에 가다 보면 바닥 없는 낭떠러지도 많은데 이 곳에 떨어질 경우 주인공은 통째로 한 목숨을 잃어버린다. 그리고 갈림길도 나오므로 좀 복잡하다.
그러므로 이런 곳은 미리 알아두는 게 좋고, 한참 가야만 분리된 몸체를 만날 수 있게 된다. 분리된 몸체와 서로 만났을 때에는 벌써 내리막길의 진행이 끝난 상황이며, 반드시 분리된 몸체에 지렁이가 들어가야 한다. 그러면 다시 원래 상태로 되돌아가는데 여기서부터 오르막길 언덕이 꽤 있는데 언덕을 기어오르고 떨어지면 사람 뚱보 Final Boss를 만나게 된다. 여기서 Final Boss는 안에 뭐가 들어있는지 모르는 상자를 떨어뜨린 다음 호른을 주인공 쪽으로 반드시 투하할 것이다. Final Boss를 처리하는 방법은 Final boss가 떨어뜨린 그 상자로 구석에 있는 스프링을 통해 상자가 스프링을 타고 튕겨 올라가 Final Boss가 있는 쪽으로 맞추는 방법이다. 그렇게 Final boss가 상자에 맞으면 Final Boss가 물고기 몇 마리를 토하는데 맞으면 타격을 받으니 무조건 피하도록 한다. 그런데 상자를 몇 번 이상 계속 Final Boss에게 맞추면 Final boss가 앞뒤로 움직이면서 물고기를 점점 더 오래 토하면서 약간 까다로워진다. 그러나 무조건 Final Boss가 떨어뜨리는 상자를 스프링으로 향해 Final Boss를 처리해야만 이번 단계를 끝낼 수 있다.

### Andy Asteroid
Psy-Crow하고 경주를 하여 도착점에 먼저 도착한 쪽이 승리한다. 만약 주인공이 먼저 도착하면 승리하며 물방울로 보이는 아이템을 최소 50개 먹으면 주인공이 만일에 다 죽더라도 다시 게임할 수 있는 Continue 기회가 하나씩 늘어난다. 만약에 Psy-Crow에게 경주에서 지면 다음 단계로 바로 가지 못하고 꼭 맞서 싸워서 이겨야만 한다. 도중에 물방울 아이템뿐 아니라 도착지에 좀더 빨리 가는 아이템과 전기 아이템이 있다. 전기 아이템을 먹어 사용할 경우 주인공은 바위에 부딪혀도 전기가 보호하고 있어서 다치거나 속도가 일시적으로 멈추는 일도 없으며, Psy-Crow와 부딪혀도 오히려 Psy-Crow가 전기 감전으로 뒤로 밀려 경주에서 아주 유리하다.
이런 단계는 다음 에피소드가 끝날 때마다 계속 나오니까 미리 하는 방법을 아는 편이 가장 중요하다.

### What The Heak?
여긴 말그대로 지옥으로써 지옥답게 불덩어리가 많고 가시도 많다. 그리고 허공에 한동안 가만히 있다가 주인공이 지나가면 검은색 괴물들이 날카로운 이빨과 함께 빠른 속도로 주인공에게 달려든다. 하지만 이건 총이나 채찍으로 처리하면 된다. 그리고 도중에 가다 보면 종종 아래에서 불을 뿜기도 하고, 가시들도 많을 것이고 때로는 바닥이 없는 절벽이 있는데 여기에 주인공이 빠질 경우 그냥 한 몫을 잃기 때문에 점프하여 위기를 모면하도록 해야 한다. 그리고 중간에 또 보석도 나오는데 여기서 어떻게 할 줄 모를 경우 정말 골치 아플 것이다. 방법은 주인공이 보석 위에서 꼭 정해진 방향으로 뛰어야만 보석이 위로 움직인다. 그러나 아무리 뛰어도 보석이 위로 올라가는 경우도 한계가 있지만 길이 반드시 나온다. 그리고 보석 중에는 갑자기 이동하는 텔레포트도 있다. 또한 지옥에서 눈사람으로 보이는 Middle Boss도 등장하는데 총으로 죽지 않고 꼭 채찍으로 때려야만 사라진다. 그러나 한두번으로 사라지는 게 아니라 시야에서 갑자기 언제 어디서 밑에서 불쑥 튀어나올 지 모르는 Middle Boss 눈사람이다. 그런데 이 눈 사람은 오히려 뜨거운 불덩어리를 주인공 쪽으로 향해 토해내는 희한한 Middle Boss이다. 채찍으로 Middle Boss를 죽였을 경우 보석 텔레포트가 등장하는데 이걸 타면 어디론가 이동한다. 그리고 여우 Final Boss를 만날 경우 지렁이와 몸체가 서로 분리되어 있어 바로 공격은 불가능하다. 게다가 Final Boss인 여우는 언덕 위에서 거대한 대포를 주인공을 향해 쏘는데 주인공은 계속 피하는 방법밖에 없다. 그러나 골짜기 절벽을 바치는 기둥벽이 여우에 쏜 불덩어리에 점점 녹으면 골짜기가 바닥으로 내려앉으면서 여우는 일단 줄행랑을 친다. 그 사이에 지렁이는 서로 분리된 얼굴 없는 몸체와 다시 합세하여 원래대로 하고 조금 이동하면 위에서 Final Boss가 어디서 갑자기 주인공을 공격하려는 작전을 쓸 것이다. 이럴 경우 여우가 재빨리 떨어지기 전에 주인공이 총으로 갈겨야 하는데 총 9번이나 여우를 갈겨야 한다. 그리고 1번을 Final Boss를 갈길 때마다 양쪽 좌우에 불덩어리가 지나가는데 이것도 알아두면서 피해야 한다. 위에서 떨어져 주인공을 기습공격하는 여우 Final Boss에게 습격당하면 주인공의 허리 중도를 공격하여 생명력을 감소시키기 때문이다. 9번 모두 총으로 여우를 즉사시킬 경우 바로 다음 단계로 이동한다.

### Big Burty
세가 CD(메가CD) 기판 한정으로 출시된 '어스웜 짐 스페셜에디션'에서만 나오는 추가 커스텀 스테이지이다. 이번판은 예전 단계보다 장애물이 없고, 전체적으로 나무판에 못이 박혀 있어 평평하고 적들도 거의 보이지 않아 아주 쉬워보이고 안정된 단계처럼 보이지만, 방심하거나 얕보면 오히려 자칫 주인공 목숨만 잃어버리기 십상이니 주의해야 되는 어려운 단계다.
여기서는 도중에 벌 3마리가 흔히 등장하는데 처리하기는 쉽지만, 이번 단계부터는 적들이 그렇게 성급하게 공격하려고 하지는 않을 것이다. 이번 단계까지만 적들이 주인공에게 살짝 움직이면서 달려들 뿐, 이후 단계부터는 적들이 사실상 가만히 있으나 주인공이 가고자 하는 길에 방해하면서 타격을 주는 일이 많다.
그리고 이번 단계에서 가장 큰 boss Burty를 항상 만날 것이다. 이 boss는 이번 단계의 처음부터 끝까지 주인공이 가능 도중에 항상 그 자리를 지키고 있는데 일반 총이나 호밍 미사일로 쏘거나 채찍으로 때려도 절대로 죽지 않은 불사신이다. 하지만, 주인공이 그냥 이 boss에 무작정 접근하면 생명력 상관없이 한 몫을 잃을 뿐이다. 
그러므로, burty 자리를 지나가거나, 이번 단계를 끝내고 싶으면 burty를 어떻게 처리하는 방법을 제일 먼저 알아야 한다. 방법은 주인공이 제일 먼저 burty가 달려들어도 접근하지 못하고 피할 수 있는 은신처가 어디에 있는지 알고 난 후에 burty가 있는 쪽으로 접근한다. 주인공이 burty에 접근하면 burty가 주인공이 있는 쪽으로 냄새를 맡는데 냄새를 즉시 맡는다고 해서 주인공이 얼른 피하면 burty가 그 자리에 그대로 머무르니 천천히 움직일 때까지 가만히 있어야 한다.
burty가 움직일 때까지 근처에 있으면 냄새 맡다가 주인공이 있는 쪽으로 달려들 것이다. 이 때부터는 황급히 피해야 하고, 피하지 못하면 burty에 먹혀 즉사할 뿐이다.
아까 말했듯이 burty를 만나기 전에 burty를 피할 수 있는 은신처 쪽을 미리 알거나 파악해야 살 수 있다. burty가 달려들면서 우연히 지나가서 자칫 먹힐 수 있기 때문이다. burty는 시각이 없고 후각만 엄청 발달한 괴물이기 때문에 주인공이 burty가 지나가지 못하거나 즉사하지 않은 은신처로 피신하거나 피하는 방법을 꼭 알고 유인시켜야만 burty에게 즉사하는 일은 모면하고 그 자리를 피할 수 있기 때문이다.
그러나, burty가 처음부터 있던 자리를 피해줘서 없어진 듯하지만, burty가 귀신같이 금방 그 자리에 저절로 생기기 때문에 주인공이 얼른 가고자 하는 장소로 이동하기 위해서는 burty가 그 자리에 나타나기 전에 얼른 다른 장소로 움직여야 한다.
하지만, 단계 도중에 주인공이 혼자서 점프하기 불가능한 지역도 나오는데 꼭 이 곳을 지나가야 한다. 이 장소는 시소처럼 된 긴 막대기가 있는데 물론 주인공 혼자 점프할 수가 없다. 이런 방법은 boss burty를 냄새로 유인해 시소 막대기까지 오게 만든다. burty가 시소 막대기를 우연히 건들 때에 주인공은 무조건 반대 쪽 시소에 있어야 한다. 시소에 잘못 있다간 즉사하는 건 마찬가지다. burty가 시소까지 오면서 주인공이 반대쪽 시소 위치에 있을 경우, 널뛰기 방식으로 주인공이 자연히 높이 점프해서 갈 수 있다. 그래서 이번 단계는 주인공 혼자서 점프를 못하는 지역도 있기 때문에 이런 경우 burty를 어떻게 다루는 점도 꼭 있어서 어떤 길을 지나가는데에 때로는 몹시 불안하기도 할 것이다.
다음 단계로 넘어가는 마지막 장소에도 burty가 지키고 있는데 이 곳도 약간 어렵다. 왜냐면 burty가 멀리 가지는 않고 공간도 좁기 때문이다. 주인공이 일단 무조건 냄새로 유인시켜서 burty를 좌우로 왔다갔다 할 때에 얼른 다음 단계로 텔레포트하는 곳으로 피해 가야 한다.

### Andy Asteroid
초기 Andy Asteroid하고 같다. 역시 Psy-Crow하고 경주해서 먼저 도착하는 쪽이 이긴다.

### Down the Tube
바다 속에 있는 잠수함 기지이며 요령을 모르면 다음 단계로 넘어가기 조금 어렵다. 여기는 몸매가 튼튼해보이는 킹콩과 꼬마 여우가 등장하지만 이들은 총과 채찍으로 때려도 죽지 않으며, 그 자리에 꼼짝도 하지 않는다. 위에 big burty 단계에 언급했듯이 이후 단계부터는 적들이 주인공이 가고자 하는 길을 방해하여 많은 타격을 주고, 성미 급하게 달려들지는 않기 때문이다.
단, big burty와는 달리 일격으로 죽이지는 못하므로 이런 점에서는 유일하게 안심이 된다. 하지만 킹콩과 조그만한 여우가 어슬렁거리는 쪽으로 꼭 지나가지 않으면 안되는 곳이 많은데, 우선 킹콩이 지나가는 길에는 꼭대기에 튀어나온 부분이 있을 것이다. 그 곳에 매달리는 방법이 있는데 그곳에 매달리면서 또 점프 버튼을 누르면 주인공이 다리를 손으로 잡아올린다. 이렇게 킹콩을 피하면 아주 쉬운데 이번 단계에서 적에게 타격을 입히지 않으려면 미리 어떻게 피하는지 요령을 알아내야 살 수 있다. 그리고 잠수함을 타면 제한시간 30초의 기회가 주어지는데, 30초가 다 되기 전에 빨리 다른 지역으로 이동해야 한다. 만약 30초가 다 되거나, 시간 상관없이 잠수함을 타고 가는 도중에 뾰족한 바위 장애물 등에 자꾸 부딪히면 잠수함에 금이 점점 가는데 이런 반응이 계속되면 잠수함이 깨지면서 주인공의 한 목숨을 잃게 된다. 그러므로 잠수함에 대한 방식과 어디로 가는 길도 미리 파악해야 한다. 그리고, 도중에 잠수함 공기를 충전하는 아이템이 있는데 그곳에 잠수함을 갖다 대 충전하면 30초까지만 충전이 가능하며 30초 전에 도착해야 할 목적지에 도착하면 또다른 잠수함 기지로 간다.

### Tube Race
다른 잠수함 기지지만 Down the Tube 단계와 똑같이 보이는 잠수함 기지다. 다만 이곳은 킹콩과 여우보다는 주인공이 잠수함을 타고 바위 장애물에 부딪히지 않으면서 제한 시간이 끝나기 전에 재빨리 다른 목적지로 이동하는 대표적인 단계다. 잠수함을 바로 탔을 경우에는 평소대로 30초부터 시작하지만, 이번 단계는 좀 달리 공기 충전하는 아이템에 잠수함을 갖다 대면 99초까지 충전되지만 사실 이건 빠듯한 시간이다. 왜냐면, 99초 전에 잠수함을 달리는 도중에 플라즈마 건, 목숨 아이템, 생명력 아이템이 숨어있기 때문이다. 뿐만 아니라, 가다 보면 자꾸 바위산 장애물이 많은데, 이 장애물도 거의 실수로 부딪히지 말고 목적지로 빨리 가야 하지만, 가고자 하는 목적지도 꽤 멀기 때문이다.
다행히 75%까지 가다보면 왼쪽 구석에 60초까지 잠수함을 충전시키는데 이 잠수함 충전기도 구석에 있고 바위산 속에 있는 거라, 어디에 있는지도 모르면 오히려 바위산에 부딪혀서 잠수함이 깨지거나, 충전하는 장소가 몰라 찾기가 어려울 것이다. 
그러므로 이번 단계에서도 게임을 여유롭게 하고 싶다면, 미리 잠수함이 가야 될 길과 아이템이 어디에 있는지, 바위 장애물에 절대로 부딪히지 않게 하는 요령 등을 미리 배우는 편이 가장 효과적이다. 80% 정도 가면 등대가 보이는데 이는 목적지에 접근했다는 표시이며 목적지에 다 도착하면 이번 Tube race의 어항 속의 물고기 Boss가 등장하지만, 공격을 전혀 못하기 때문에 이건 총이나 채찍 아니면 주인공이 점프해 어항과 부딪혀서 어항이 깨지면 아주 쉽게 죽일 수 있기 때문에 걱정할 필요가 전혀 없다.
이 물고기의 경우도 어스웜 짐처럼 거대한 몸덩어리가 있어야 가능하기 때문에 그냥은 불가능하기 때문이다. 

### Snot the Problem

#### Level 1
주인공과 괴물 스낫과 공중에 함께 줄을 매달면서 서로 공격하여 누가 먼저 밧줄을 끊어 떨어뜨리는 쪽이 이기는 단계다. 맨 처음에는 줄에 함께 매달고 있는 괴물도 주인공에게 덤벼들지 않고 그냥 가만히 있으며 물 속의 있는 괴물도 그 광경을 쳐다볼 뿐 입으로 물어 공격하지는 않는다. 공격하는 방법은 주인공이 상대방을 밀어 상대방이 벽에 자꾸 부딪혀야 한다. 그러면 밧줄이 점점 끊어지며 그렇게 하다 밧줄이 다 끊어지면 상대방이 바닥으로 떨어지면서 이번 단계가 끝난다. 단, 스낫을 마구 계속 하다 보면 스낫이 자꾸 빙빙 돌 때가 있는데 이럴 경우 공격하면 오히려 주인공의 밧줄이 끊어지게 되니 빙빙 돌지 않을 때까지 기다려야 한다.
반대로 단계 3단계까지 하는 동안, 주인공의 밧줄이 끊어지면 주인공의 한 몫을 잃게 되므로 주의해야 한다.

#### Level 2
Level 1과 달리 괴물 스낫이 주인공을 향해 공격을 시도할 것이고 물 속의 괴물도 이빨을 드러내어 공격할 것이다. 괴물의 이빨에 뜯기면 주인공 몸체가 두 동강 나서 밧줄 상관없이 죽는다. 그러므로 스낫을 공격하다 다 내려오면 물 속에 있는 괴물도 보고 피하면서 같이 밧줄에 매달려 있는 스낫을 공격하는 게 좋다. 스낫에게 반대로 공격받거나 주인공이 오히려 벽에 부딪혀 밧줄이 끊어도 죽는 건 마찬가지다. 
그렇다고 주인공이 가만히 있어도 반대로 괴물 스낫이 공격하므로 피하면서 공격해야 한다.

#### Level 3
Level 2와 똑같은 형태로 전개되지만 주인공이 상대방을 공격해도 Level 2와 달리 상대방 밧줄이 쉽게 끊어지지 않은 게 다르다.

### Andy Asteroid
초기에 단계 방식과 똑같으며 경주해서 먼저 도착한 쪽이 승리한다.

### Level 5
Down the tube와 Tube race와 같이 제한시간도 없고, 도중에 주인공이 가고자 하는 길을 불사조 적들이 지키고 있지 않아서 안심할 단계지만, 이번 단계는 주인공이 그 자리에 가만히 있어도 적들이 이리저리 크게 공격하여 타격을 입히고, 적들이 아니더라도 여러 가지 장애물들이 주인공이 지나가는 자리마다 타격을 입히기 때문에 아주 조심해야 하고, 신중하게 지나가야 할 단계다. 
대표적으로 허공에 눈알이 튀어나온 괴물이 주인공을 향해 선제공격을 하는데 주인공이 이걸 총이나 채찍으로 처리하면 죽으면서 이상하게 생긴 벌레 몇 마리가 나오는데 이 벌레들이 주인공을 향해 벼룩처럼 멀리 뛰면서 타격을 입히기 때문에 주인공이 이것도 피하면서 죽여야 한다. 그래도 이번 단계에서는 Down the Tube와 Tube race 단계와 달리 주인공을 괴롭히는 불사조가 등장하지는 않기 때문에 적들은 기여이 죽일 수 있다는 점에서는 유리하다. 
그리고 원숭이처럼 생긴 괴물도 등장하여 주인공을 공격하는 일이 많은데 이럴 경우 총으로 쏴버리면 도망가며 끝부분에도 원숭이 괴물이 박사 옷을 입고 약을 연속적으로 주인공에게 던지면서 타격을 주는데 이럴 경우 주인공이 벽에 밀어붙여 총을 쏘면 그제서야 도망간다. 그리고 Level 5에는 커다란 원으로 된 물체를 밟고 지나가는 부분도 많은데 거기에 주인공이 가만히 서 있을 경우에는 전기가 오면서 주인공에게 감전시키기 때문에 밟은 즉시 피해야 한다. 그리고 지나가다 보면 전기가 위아래로 자연히 움직이는 것도 있는데 이곳 근처를 지나갈 경우에도 역시 전기 공격으로 타격을 받기 때문에 조심해서 지나가는 게 좋다. 그리고 주인공이 쇠사슬에 묶인 그물망에 갇히면 그물망이 천천히 움직이면서 여기저기서 고슴도치처럼 생긴 괴물들이 튀어나와 공격을 받는데 이건 주인공이 타격을 일단 받을 것이지만 무조건 거쳐야 하기 때문에 총으로 쏴서 어떻게든 방어해야 한다. 그리고 그물망이 어디론가 천천히 움직여 주인공을 풀어준다. Level 5의 Final Boss는 머리와 다리는 닭처럼 생겼으나 몸체가 괴물로 되어있다. 처음에 총과 채찍으로 처리가 안되고 사격하는 곳에 채찍을 때리면 고슴도치 모양으로 된 괴물이 떨어지는데 Boss가 그걸 꼭 맞아야만 가능하다. 다 맞아도 끝이 아닌 허공에서 바닥으로 떨어지면서 Boss하고 주인공하고 싸우는데 이럴 경우엔 총으로 쏴서 맞추기만 하면 가능하다.

### Andy Asteroid
초기 단계와 비슷한데 이 단계부터는 Psy-Crow가 재빨리 가는 아이템을 반드시 먹어 목적지로 빨리 가려는 일이 많다. 그러므로 짐은 무조건 그 전에 목적지에 어떻게든 빨리 도착해야 한다. 게다가 바위 장애물들이 보통보다 많아서 헤쳐나오기가 어렵다. 하지만 방식은 처음과 똑같이 빨리 도착하는 쪽이 이긴다.

### For Pete's Sake
이중적인 성격을 가진 주인공의 친구 애완견이며 이번 단계에서는 애완견 동기하고 같이 가면서 애완견 동기를 도중에 아무 일없이 앞으로 앞으로 가서 집까지 데려다주는 단계이다. 이유는 주인공이 꼭 애완견 동기가 집으로 데려갈 때까지는 같이 가면서 애완견 동기가 집에 들어가는데 성공해야만 주인공이 다음 단계로 넘어갈 수 있기 때문이다. 그런데 애완견 동기하고 같이 가다보면 도중에 그걸 주인공에게 타격을 주면서 방해하는 적들이 많은데 이럴 경우에는 총이나 채찍으로 때려서 처리하면 된다. 또 애완견 동기를 직접적으로 괴롭히는 적들도 있는데 이것도 애완견 동기가 공격받기 전에 미리 주인공이 총이나 채찍으로 처리하는 게 좋다. 그렇지 않으면 애완견 동기가 무서운 괴물로 변해 주인공을 물어 타격을 입히면서 전진하지 못하고 임시 퇴보를 하게 될 뿐이다. 또한, 함정이나 절벽이 많은데 이럴 경우에는 애완견 동기를 채찍으로 때려서 점프를 하여 앞으로 가게 한다. 그렇지 못하고 애완견 동기가 절벽에 떨어지면 역시 무서운 괴물로 변해 주인공의 타격을 입히면서 임시 퇴보만 되풀이될 뿐이다. 하지만 주인공이 직접 절벽이나 함정에 빠지면 생명력 상관없이 목숨 하나를 잃게 되므로 정작 주인공도 조심하면서 애완견 동기를 도와줘야 한다. 그리고 가다 보면 하늘에서 거대한 운석이 자꾸 떨어지지만 이건 애완견 동기에게는 영향이 전혀 없지만 주인공이 타격을 많이 받으므로 이럴 경우에는 운석이 완전히 걷힐 때까지 하늘을 향해 총으로 연사해야 한다. 그리고 애완견 동기를 일시적으로 멈추게 하는 유일한 방법이 있는데 그건 주인공이 애완견 동기를 향해 총으로 맞추면 애완견 동기가 총에 맞아 쓰러지면서 일시적으로 멈추기 때문이다. 주인공하고 애완견 동기가 집에 도착할 경우 애완견 동기가 손으로 잘 가라고 인사하면서 이번 단계가 끝난다.

### Andy Asteroid
초기 단계와 마찬가지로 Psy-Crow와 경주해서 먼저 도달해서 이겨야 하며 Psy-Crow가 좀더 빨리 가려는 아이템을 먹고 목적지에 도착하려는 행동이 많다. 그러나 바위 장애물은 더 많다.

### Intestinal Distress!
이번 단계는 길과 여러 가지 캐릭터들이 지저분한 느낌과 분위기가 많이 들지만 오히려 길 가는 방법은 엄청나게 쉽게 갈 수 있다. 기껏해봐야 허공에 떠있는 물고기나 down the tube에 등장하는 물체만이 있는데 주인공을 향해 막 공격하지는 않는다. 물론 도중에 바위처럼 생긴 공이 볼링공이나 탱탱볼처럼 막 튕기기도 하고, 빠른 속도로 가는 일도 있고 주인공이 맞으면 엄청난 타격을 받을 수 있다. 하지만 공이 어디서 나오는지 알고 피하기만 하면 쉽다. 
이번 단계에서 가장 큰 문제는 마지막에 Final Boss다. Final Boss하고 마주칠 때에 입에서 더러운 것을 주인공에게 자꾸 내뿜어 인정사정없이 공격하면서 마구 이리저리 뛰어 피하기 때문에 주인공은 Final Boss를 공격하기가 쉽지 않다. 그리고 boss는 주인공이 채찍이나 총으로 쏘기 전에 마구 더러운 것을 자꾸 뱉어 타격을 주기도 하므로 주인공이 boss를 처리하기가 쉽지 않다. 이럴 경우, 채찍으로 어떻게든 보스를 맞춰야 하는데 이론적으로 많이 때려서 맞춰야만 Final Boss가 처리되어 죽는다. 하지만, 프라즈마 총을 갖고 있을 경우 Final Boss를 몇 방 제대로 맞추면 오히려 쉽게 끝난다.
이번 판이 끝나면 사실상 마지막 단계에 진입한다.

### Andy Asteroid
초기 단계와 마찬가지로 Psy-Crow와 경주해서 먼저 도달해서 이겨야 하며 Psy-Crow가 좀더 빨리 가려는 아이템을 먹고 목적지에 도착하려는 행동이 많다.

### ButtVille
이 게임의 마지막 단계이지만 시작 초반부터 사방에 엄청나게 큰 가시들이 많아 골칫거리가 많고 엄청 어렵다. 하지만, 반드시 피하고 통과해야 하지 않으면 안되는 곳이다. 가시에 주인공이 맞으면 타격 40%까지 받기 때문에 조심해야 하며 이후에도 가시들이 많기 때문에 조심해야 한다. 그리고 도중에 사마귀들이 있는데 이들의 기습공격을 받으면 주인공 몸체가 두 동강 나서 에너지 상관없이 그냥 즉사하게 되므로 조심해야 한다. 또한 소라 모양의 벌집에는 수십마리들의 벌들이 떼거지로 나와 공격하기 때문에 이것도 신경을 쓰면서 가도록 하자. 벌집은 채찍보다는 총으로 난사하면 조금 떨어져서 없어지므로 처리가 비교적 쉽다. 그리고 Final Boss하고 만나는 것도 좀 험하고 Final Boss를 공격할 때에도 360도 원을 그리면서 생긴 이상한 괴물 형태의 움직이는 걸 타면서 공격해야 하는데 주인공이 타다 떨어지는 순간 바닥에 있는 수많은 가시들의 찔려 생명력 40%를 그냥 날리고 다시 올라타는 게 때로는 불가능하기 때문에 잘 보고 공격한다. 총이나 채찍으로 Final Boss를 죽이면 배가 부풀어져 터져 죽으면서 게임이 끝난다. Final Boss의 경우는 채찍으로도 가능하지만 주인공이 서 있는 곳이 360도로 움직이기 때문에 채찍으로 때리는 것은 힘들기 때문에 총으로 Final Boss를 향해 연사하는 편이 조금 빠르다.
Final Boss를 무찔렀다면 이번 게임이 본격적으로 끝나면서 엔딩이 나타난다.

## 엔딩
U'RE THE BEST!라는 메시지와 함께 엔딩을 보게 된다. 엔딩에서는 주인공은 왕관을 쓴 여인을 만나게 되는데 주인공은 아름다운 여인을 보면서 반하지만 초기에 New Junk City에서 날려보낸 젖소가 여인을 덮쳐버리면서 여인의 왕관이 벗겨나가는 동시에 어스웜 짐과 사랑을 이루지 못하고 이상하고 허무하게 끝난다. 그러다가 젖소와 여인이 물 속에 동시에 빠져버리고 어스웜 짐은 아무도 몰래 왕관을 가져가면서 이번 게임과 엔딩 모두 끝이 난다. 스폐셜 에디션에서는 쉬운 레벌로 클리어하면 제작자 멘트에서 "고작 이 레벌 밖에 아니냐?"라는 긴말이 나오지만 어려운 레벌로 클리어하면 "당신은 최고다!"이라는 칭찬 멘트가 나오고 말이 끝나면 바로 진정한 엔딩을 보게 된다.
하드 모드로 다 끝나고 엔딩을 보아도 안타깝게 엔딩 장면은 변하지는 않는다.

## 평가
| 평가 |                                                                       |
| --- | --------------------------------------------------------------------- |
| 통합 점수 통합사 점수 게임랭킹스 81.17% [ 9 ] 평론 점수 평론사 점수 EGM 8.75/10 (Genesis) [ 10 ] 8.4/10 (SNES) [ 11 ] 8.875/10 (Sega CD) [ 12 ] 6.5/10 (Game Gear) [ 13 ] Maximum (Windows 95) [ 14 ] Mega 92% (Genesis) [ 15 ] |                                                                       |
| 통합 점수 |                                                                       |
| 통합사 | 점수                                                                  |
| 게임랭킹스 | 81.17%                                                                |
| 평론 점수 |                                                                       |
| 평론사 | 점수                                                                  |
| EGM | 8.75/10 (Genesis) 8.4/10 (SNES) 8.875/10 (Sega CD) 6.5/10 (Game Gear) |
| Maximum | (Windows 95)                                                          |
| Mega | 92% (Genesis)                                                         |

## 같이 보기
- 어스웜 짐 2
- 울펜슈타인 3D